# Jacopo Filippo d'Argenta
Jacopo Filippo d'Argenta (Argenta, XV secolo – Ferrara, XVI secolo) è stato un miniatore e pittore italiano considerato uno dei maggiori esponenti della scuola di miniatura ferrarese..
Lavorò presso il duomo di Bologna tra il 1465 e il 1481 e in quello di Ferrara tra il 1481 e il 1501.